# Sclerobelemnon gracile
Sclerobelemnon gracile is een Pennatulaceasoort uit de familie van de Kophobelemnidae. De wetenschappelijke naam van de soort is voor het eerst geldig gepubliceerd in 1908 door Gravier.